# Mihama (Mie)
Pour les articles homonymes, voir Mihama (homonymie).
Mihama (御浜町, Mihama-chō) est un bourg du district de Minamimuro, dans la préfecture de Mie au Japon.

## Géographie

### Démographie
Au 1er décembre 2014, la population de Mihama s'élevait à 8 864 habitants répartis sur une superficie de 88,28 km2.